# Phalaenopsis lueddemanniana
Phalaenopsis lueddemanniana Rchb.f., 1865 è una pianta della famiglia delle Orchidacee endemica delle Filippine.

## Descrizione
È un'orchidea di piccola fino a media taglia, a comportamento epifita, come tutte le specie del genere Phalaenopsis a crescita monopodiale. Presenta un fusto eretto o ascendente avvolto da guaine fogliari embricate e portante foglie carnose a forma da ellittica a obovata e talvolta oblungo-ellittica, ad apici acuti oppure ottusi. La fioritura avviene dalla primavera all'estate, mediante un'infiorescenza racemosa o raramente paniculata che aggetta lateralmente, da sub-eretta ad arcuata, fino a pendente, lunga mediamente 30 centimetri, spesso succulenta, ricoperta di brattee a forma triangolare e portante 5 o 6 fiori. Questi sono grandi da 5 a 6 centimetri, profumati, duraturi, carnosi e di consistenza cerea e sono di colore bianco variegato di rosso porpora oppure fucsia in petali e sepali (entrambi di forma ellittica), mentre il labello è trilobato coi lobi laterali rialzati, dello stesso colore di petali e sepali.

## Distribuzione e habitat
La specie è un endemismo delle isole Filippine.
Cresce epifita sugli alberi della foresta pluviale a basse quote, mai sopra i 200 metri di quota.

## Sinonimi
Polychilos lueddemanniana (Rchb.f.) Shim, 1982

Phalaenopsis lueddemanniana var. delicata Rchb.f., 1865

Phalaenopsis lueddemanniana var. ochracea Rchb.f., 1865

Phalaenopsis lueddemannii Náves, 1880

Phalaenopsis lueddemanniana subvar. delicata (Rchb.f.) A.H.Kent, 1891

Phalaenopsis lueddemanniana subvar. ochracea (Rchb.f.) A.H.Kent, 1891

Phalaenopsis ochracea (Rchb.f.) Carrière ex Stein, 1892

Phalaenopsis lueddemanniana var. palawensis Quisumb., 1953

Phalaenopsis lueddemanniana f. delicata (Rchb.f.) O.Gruss & M.Wolff, 2007

Phalaenopsis lueddemanniana f. ochracea (Rchb.f.) O.Gruss & M.Wolff, 2007

## Coltivazione
Questa pianta è bene coltivata in panieri appesi, su supporto di sughero oppure su felci arboree e richiede in coltura esposizione all'ombra, temendo la luce diretta del sole, e temperature calde nel periodo della fioritura che è consigliabile abbassare nella fase di riposo vegetativo. Questa specie richiede acqua per tutto il corso dell'anno. È consigliabile non asportare le infiorescenze sfiorite perché possono rifiorire l'anno successivo.